# Elena Micheli
Elena Micheli (Roma, 29 aprile 1999) è una pentatleta italiana.

## Biografia
E' sorella minore del pentatleta Roberto Micheli. Ha frequentato il liceo Giulio Cesare di Roma.
È cresciuta nella sezione della penthtlon moderno della Polisportiva Lazio.
Ai mondiali militari di Budapest 2018 ha vinto l'argento nella staffetta mista, in coppia con Valerio Grasselli, terminando dietro ai cinesi Wei Wang e Linbin Zhang.
All'età di vent'anni ha conquistato la medaglia d'argento ai mondiali di Budapest 2019. Il risultato le ha consentito di qualificarsi per i Giochi olimpici estivi di Tokyo 2020. Nella prova a squadre con le connazionali Alice Sotero e Irene Prampolini ha terminato al quarto posto. Due anni dopo diventa campionessa del mondo nella prova individuale femminile ai campionati di Alessandria d'Egitto, seconda atleta italiana dopo Claudia Corsini.

## Palmarès
- Mondiali

Budapest 2019: argento nell'individuale
Alessandria d'Egitto 2022: oro nell'individuale
Bath 2023: oro nell'individuale e a squadre
- Europei

Budapest 2024: oro a squadre;